# Công đồng Vaticanô II
Công đồng đại kết Vatican lần thứ hai, gọi tắt là Công đồng Vatican lần thứ hai hay Vatican II, là công đồng đại kết thứ 21 của Giáo hội Công giáo La Mã. Công đồng được nhóm họp tại Vương cung Thánh đường Thánh Phêrô ở Vatican trong bốn kỳ họp, mỗi kỳ họp kéo dài từ 8 đến 12 tuần vào mùa thu mỗi năm từ năm 1962 đến năm 1965. Công việc chuẩn bị cho Công đồng kéo dài 3 năm, từ mùa hạ năm 1959 đến mùa thu năm 1962. Công đồng được Giáo hoàng Gioan XXIII khai mạc vào ngày 11 tháng 10 năm 1962, và do Giáo hoàng Phaolô VI bế mạc ngày 8 tháng 12 năm 1965 (tại vị Giáo hoàng trong 3 kỳ họp cuối sau khi Giáo hoàng Gioan XXIII mất vào ngày 3 tháng 6 năm 1963). Không có bản tuyên bố bất khả ngộ.
Giáo hoàng Gioan XXIII khởi xướng Công đồng này vì cho rằng Giáo hội cần được canh tân (aggiornamento). Để kết nối với các thành phần dân Chúa trong thế kỷ 20, khi mà đời sống trọng vật chất ngày một chiếm lĩnh thế giới, một số hoạt động của Giáo hội cần được canh tân, và giáo lý Công giáo cũng cần được rao giảng trong tương quan và dễ nắm bắt đối với các thành phần dân Chúa thuộc thời đại này. Nhiều Nghị phụ thấu hiểu điều này, trong khi một số khác cố níu giữ quan điểm bảo thủ. Tuy nhiên, nhóm ủng hổ "canh tân" đã chiến thắng trước phía đối lập, và kết quả là 16 văn kiện được Công đồng đưa ra nhằm phát triển mãnh mẽ hệ thống giáo lý và mục vụ như: cải cách sâu rộng hoạt động phụng vụ, đổi mới các học thuyết về Giáo hội, mặc khải và giáo dân, cách tiếp cận mới trong quan hệ giữa Giáo hội và thế giới, về Đại kết, về quan hệ liên tôn và về tự do tôn giáo.
Theo Giáo hoàng Biển Đức XVI thông điệp chính của Công đồng là tính quan trọng của sự Phục sinh với Kitô hữu. Công đồng đổi mới đời sống thánh hiến, cố gắng đối thoại với những tôn giáo khác, và kêu gọi cả thế giới đến sự thánh thiện là mục đích quan trọng nhất theo Đức Giáo hoàng Phaolô VI. Về sau tiếng bản xứ được dùng rộng rãi trong Thánh lễ thay thế tiếng Latin, phẩm phục thường được sử dụng là Gothic thay vì Roman như trước đây, Kinh nguyện Thánh Thể được bổ sung thêm nhiều mẫu, năm phụng vụ được tinh giản, linh mục được phép hướng về giáo dân khi cử hành Thánh lễ, và âm nhạc có nhiều thích nghi với các dân tộc, dù vậy bình ca vẫn là chuẩn mực của thánh nhạc. Nhiều cải cách còn gây tranh cãi trong cộng đồng tín hữu Công giáo.
Trong các người tham dự cuộc họp thứ nhất của Công đồng có bốn ngài trở thành giáo hoàng: Hồng y Giovanni Battista Montini là Giáo hoàng Phaolô VI; Giám mục Albino Luciani là Giáo hoàng Gioan Phaolô I; Giám mục Karol Wojtyła là Giáo hoàng Gioan Phaolô II; và Cha Joseph Ratzinger, có mặt làm cố vấn thần học, là Giáo hoàng Biển Đức XVI.
Thập kỉ 50 thuyết thần học và nghiên cứu kinh thánh trong Giáo hội bắt đầu mất tính bảo thủ của Công đồng Vatican lần thứ nhất. Những nhà thần học như Karl Rahner và John Courtney Murray dựa trên lời kêu gọi đổi mới của Giáo hoàng Gioan XXIII mà tìm cách tích hợp kinh nghiệm của loài người thời nay với các nguyên tắc giáo hội căn cứ vào Chúa Kitô, còn những người khác như Yves Congar, Henri de Lubac, và Joseph Ratzinger thì lấy sự hiểu biết đúng đắn về kinh thánh và các Giáo phụ của Giáo hội làm cơ sở chấn hưng. Cùng lúc các giám mục phải đối phó với những biến đổi chính trị, xã hội, kinh tế, và công nghệ. Nguyên là Công đồng Vatican lần thứ nhất được triệu tập gần một thế kỷ trước để thu xếp các vấn đề đương đại, vì bị Quân đội Ý cắt ngắn vào năm 1870 nên chỉ thảo luận xong được vai trò của giáo hoàng cùng quan hệ hoà hợp giữa đức tin và lý trí, còn vai trò của giám mục và giáo dân thì chưa quyết định.
Ngày 25 tháng 1 năm 1959 Giáo hoàng Gioan XXIII báo kế hoạch triệu tập Công đồng, chưa đầy ba tháng sau khi đắc cử vào tháng 10 năm 1958, làm kinh ngạc Giáo triều. Những người bên trong Giáo hội ban đầu bày tỏ ít ý kiến, lãnh tụ tôn giáo và phi tôn giáo bên ngoài đều hưởng ứng. Ngày 25 tháng 12 năm 1961 Công đồng được chính thức triệu tập. Trước đó Gioan XXIII thừa nhận đã đến lúc "cho không khí trong lành vào cửa sổ". Những tín hữu khác bên ngoài Giáo hội Công giáo được mời phái quan sát viên đến Công đồng. Cả Giáo hội Chính Thống giáo Đông phương lẫn các giáo phái Tin Lành đều đồng ý, nhưng không dự vào việc tán thành các văn kiện công đồng.

## Niên biểu

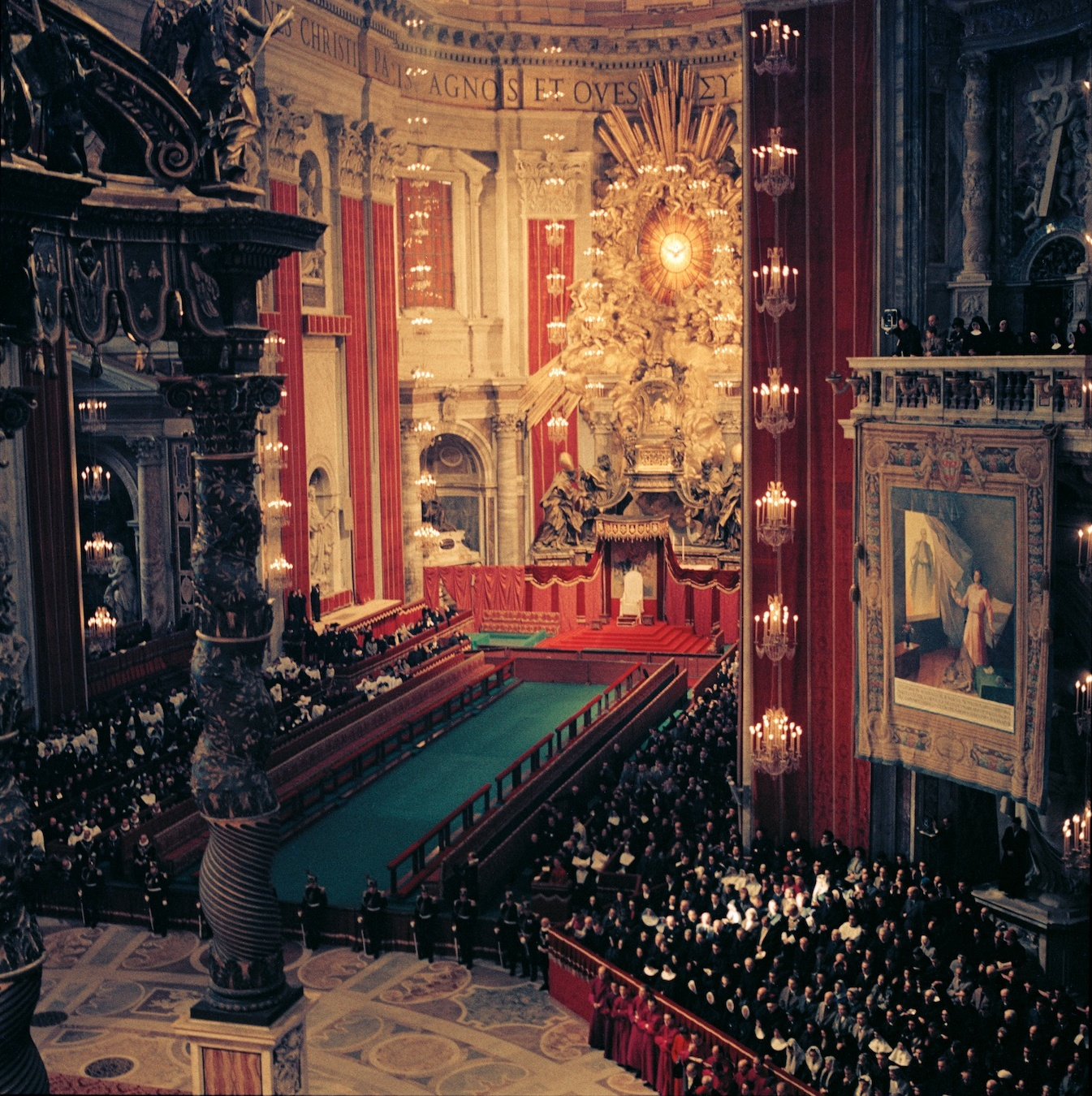
Trước Thánh lễ giáo hoàng ở Công đồng; không gian giữa bàn thờ giáo hoàng và bàn thờ giáo đường, trước là chỗ ngồi của giáo hoàng.

### Thông báo và Kỳ vọng
Ngày 25 tháng 1 năm 1959 Giáo hoàng Gioan XXIII làm cho ngay những hồng y có mặt ngạc nhiên khi báo ý định triệu tập công đồng ở Rôma. Dưới mặt trăng tròn Giáo hoàng đã báo trước cho những tín hữu cầm nến tụ tập tại quảng trường Thánh Peter và đùa về độ sáng của ánh trăng.
Chỉ mười ngày trước đó, Thánh Giáo hoàng Gioan XXIII đã thử nói ý định này với một trong các Hồng y hiện diện là Hồng y Ngoại trưởng Domenico Tardini và nhận được sự ủng hộ nhiệt thành. Mặc dù, sau đó, Giáo hoàng nói ý định về Công đồng đến với ông đột ngột khi trò chuyện với Tardini, nhưng có hai Hồng y đã đề cập đến vấn đề này và gây sự chú ý của Đức Giáo hoàng. Hai Hồng y này là những thành viên bảo thủ nhất, Ernesto Ruffini cùng Alfredo Ottaviani. Hai vị đã trình Giáo hoàng Piô XII về ý tưởng này vào năm 1948, và sau đó đề xuất một lần nữa trước khi Đức Gioan XXIII tựu vị, vào ngày 27 tháng 10 năm 1958.
Công tác sửa soạn Công đồng mất hơn hai năm, do 10 uỷ ban đặc trách cùng người đảm nhiệm truyền thông đại chúng với hợp nhất Kitô giáo và một Ủy ban Trù bị trung ương có 120 uỷ viên để phối hợp tổng thể, phần lớn bao gồm các thành viên của Giáo triều Rôma. 737 người đến dự Vatican I, hầu hết từ châu Âu; từ 2.100 đến hơn 2.300 tham dự Vatican II tuỳ theo phiên họp. Ngoài ra có nhiều chuyên gia (periti) đợi sẵn để khuyên bảo về những vấn đề thần học, hoá ra ảnh hưởng lớn kết quả của Công đồng. 17 giáo phái Chính Thống giáo và Tin Lành cử quan sát viên. Hơn ba chục đại diện của những cộng đồng tín hữu khác cũng có mặt ở phiên mở màn, cuối kỳ họp thứ tư con số đã tăng lên gần 100.

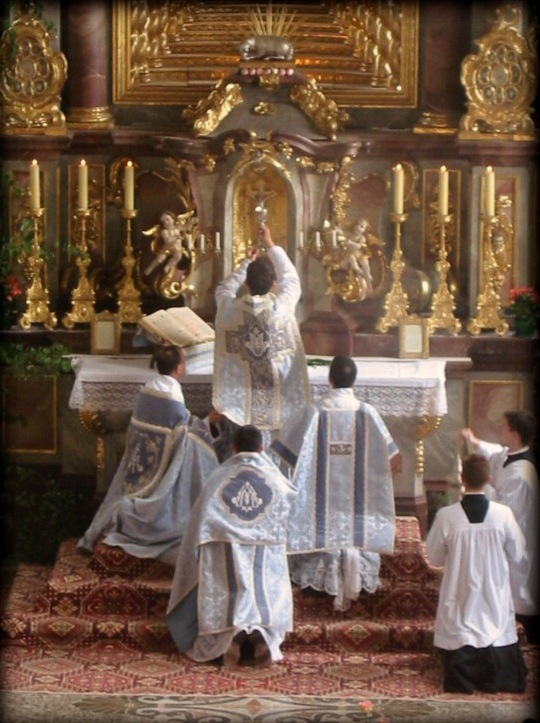
Thánh lễ trước Công đồng, cho thấy chén thánh sau thánh hiến.

#### Mở màn
Ngày 11 tháng 10 năm 1962 Giáo hoàng Gioan XXIII mở màn Công đồng ở Vương cung thánh đường Thánh Phêrô tại Thành Vatican và đọc bản tuyên bố Hãy vui lên, hỡi Mẹ Giáo hội trước các Nghị phụ.
Phiên làm việc đầu tiên của Công đồng mở vào ngày 13 tháng 10 năm 1962. Hôm đó dự định bầu lên các thành viên của mười uỷ ban công nghị, bao gồm 16 uỷ viên được bầu và tám được bổ nhiệm. Hầu hết công việc của Công đồng là do các uỷ ban làm. Mặc dù có suy đoán là thành viên Giáo triều sẽ chiếm số đông trong các uỷ ban công nghị, nhưng Hồng y cao cấp người Pháp Achille Liénart thỉnh cầu Công đồng dời lại cuộc bỏ phiếu để cho giám mục có thời gian tìm hiểu các ứng viên mà lập danh sách một cách thận trọng. Hồng y người Đức Josef Frings tán thành đề nghị. Công đồng nghỉ họp chỉ sau 15 phút.

#### Ủy ban

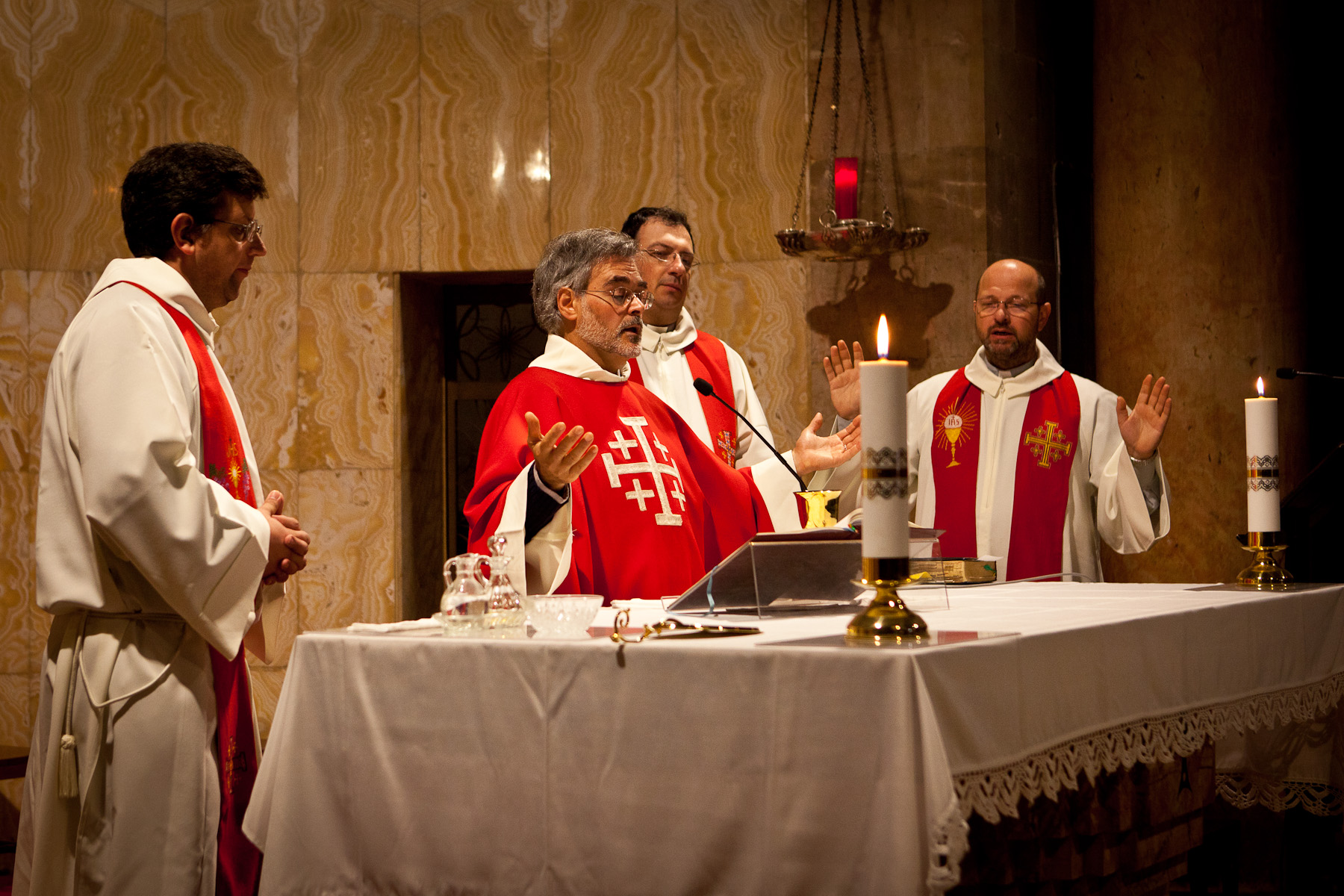
Thánh lễ đương đại sau công đồng. Linh mục hướng về giáo dân, còn giáo phục và tranh ảnh thì bớt cầu kỳ.

Trong các nhóm theo quốc gia và khu vực với các cuộc họp bên lề các giám mục thảo luận thành viên của các uỷ ban cùng những vấn đề khác. Bản nháp (schemata) từ các phiên sửa soạn bị bỏ và bản mới được soạn. Khi Công đồng họp vào ngày 16 tháng 10 năm 1962 thì một danh sách uỷ viên mới được trình bày và được Công đồng duyệt. Một thay đổi quan trọng là số thành viên từ Trung và Bắc Âu tăng đáng kể, vượt ra ngoài các nước như Tây Ban Nha hay Ý. Hơn 100 giám mục từ châu Phi, châu Á và châu Mỹ Latin là người Hà Lan hoặc người Bỉ và thường liên kết với các giám mục từ những nước đó. Các nhóm mới do Hồng y người Hà Lan Bernardus Johannes Alfrink cùng Hồng y người Bỉ Leo Suenens lãnh đạo.
Rút cục 11 uỷ ban và ba ban thư ký được thành lập:
- Ủy ban chuyên trách Giáo lý Đức tin và Đạo đức (De doctrina fidei et morum);
- Ủy ban chuyên trách Giám mục và Chính quyền các giáo phận (De episcopis et dioecesium regimine);
- Ủy ban chuyên trách các Giáo hội Đông phương (De ecclesiis orientalibus);
- Ủy ban chuyên trách Kỷ luật Bí tích (De sacramentorum disciplina);
- Ủy ban chuyên trách Kỷ luật Giáo sĩ và Tín hữu (De disciplina cleri et populi christiani);
- Ủy ban chuyên trách Tu sĩ (De religiosis);
- Ủy ban chuyên trách Phụng vụ Thánh (De sacra liturgia);
- Ủy ban chuyên trách Truyền đạo (De missionibus);
- Ủy ban chuyên trách Chủng viện, Nghiên cứu và Trường Công giáo (De seminariis, de studiis, et de educatione catholica);
- Ủy ban chuyên trách Tông đồ Giáo dân, Báo chí, và Điều hoà Các buổi trình diễn (De fidelium apostolatu và De scriptis prelo edendis et de spectaculis moderandis);
- Ủy ban Kỹ thuật và Tổ chức;
- Ban Thư ký Thúc đẩy Hợp nhất Kitô giáo (Ad christianorum unitatem fovendam);
- Ban Thư ký Hành chính.

#### Biến cố
Sau khi Công đồng nghỉ họp vào ngày 8 tháng 12 thì việc sửa soạn kỳ họp thứ hai bắt đầu, dự định mở vào năm 1963. Tuy nhiên phải dừng lại lúc Giáo hoàng Gioan XXIII mất vào ngày 3 tháng 6 năm 1963, vì công đồng đại kết tất nhiên bị tạm ngưng sau cái chết của giáo hoàng triệu tập nó, chờ giáo hoàng kế tiếp ra lệnh hoặc tiếp tục hoặc giải tán. Ngày 21 tháng 6 năm 1963 Giáo hoàng Phaolô VI đắc cử và ngay lập tức tuyên bố Công đồng sẽ họp lại.

### Kỳ họp thứ hai: năm 1963
Trước kỳ họp thứ hai Giáo hoàng Phaolô VI xử lý một số vấn đề tổ chức và thủ tục nảy ra từ khoá I bằng cách mời thêm các quan sát viên Công giáo và ngoại đạo, giảm số bản nháp được đề xuất xuống còn 17 (được soạn tổng quát hơn cho phù hợp tính mục vụ của Công đồng) và cho phép các phiên họp chung được công khai.
Ngày 29 tháng 9 năm 1963 Giáo hoàng Phaolô mở đầu kỳ họp thứ hai, nhấn mạnh tính mục vụ của Công đồng và đề ra bốn mục đích của nó:
- xác định đầy đủ hơn bản chất của Giáo hội và vai trò của giám mục;
- đổi mới Giáo hội;
- tái thống nhất tất cả các tín hữu, bao gồm mưu cầu sự tha tội cho những tín hữu Công giáo thúc đẩy ly giáo;
- bắt đầu đối thoại với thế giới.

Hai văn kiện Thánh Công đồng Chung (Sacrosanctum Concilium) và Giữa những sự kỳ diệu (Inter mirifica) thông qua. Các giám mục tiếp tục sửa đổi bản nháp về Giáo hội, các giám mục cùng giáo phận và về đại kết. Cùng kỳ họp lễ thánh hiến trinh nữ được tu chính và đăng vào năm 1970.
Ngày 8 tháng 11 năm 1963 Hồng y Josef Frings chỉ trích Bộ Giáo lý Đức tin và khẩu chiến với Bộ trưởng Alfredo Ottaviani, một trong những cuộc tranh luận kịch tính nhất của Công đồng. Về sau cố vấn thần học của Frings tên Joseph Ratzinger sẽ làm Hồng y đứng đầu cùng bộ của Toà Thánh và trở thành Giáo hoàng Biển Đức XVI. Kỳ họp thứ hai kết thúc vào ngày 4 tháng 12 năm 1963.

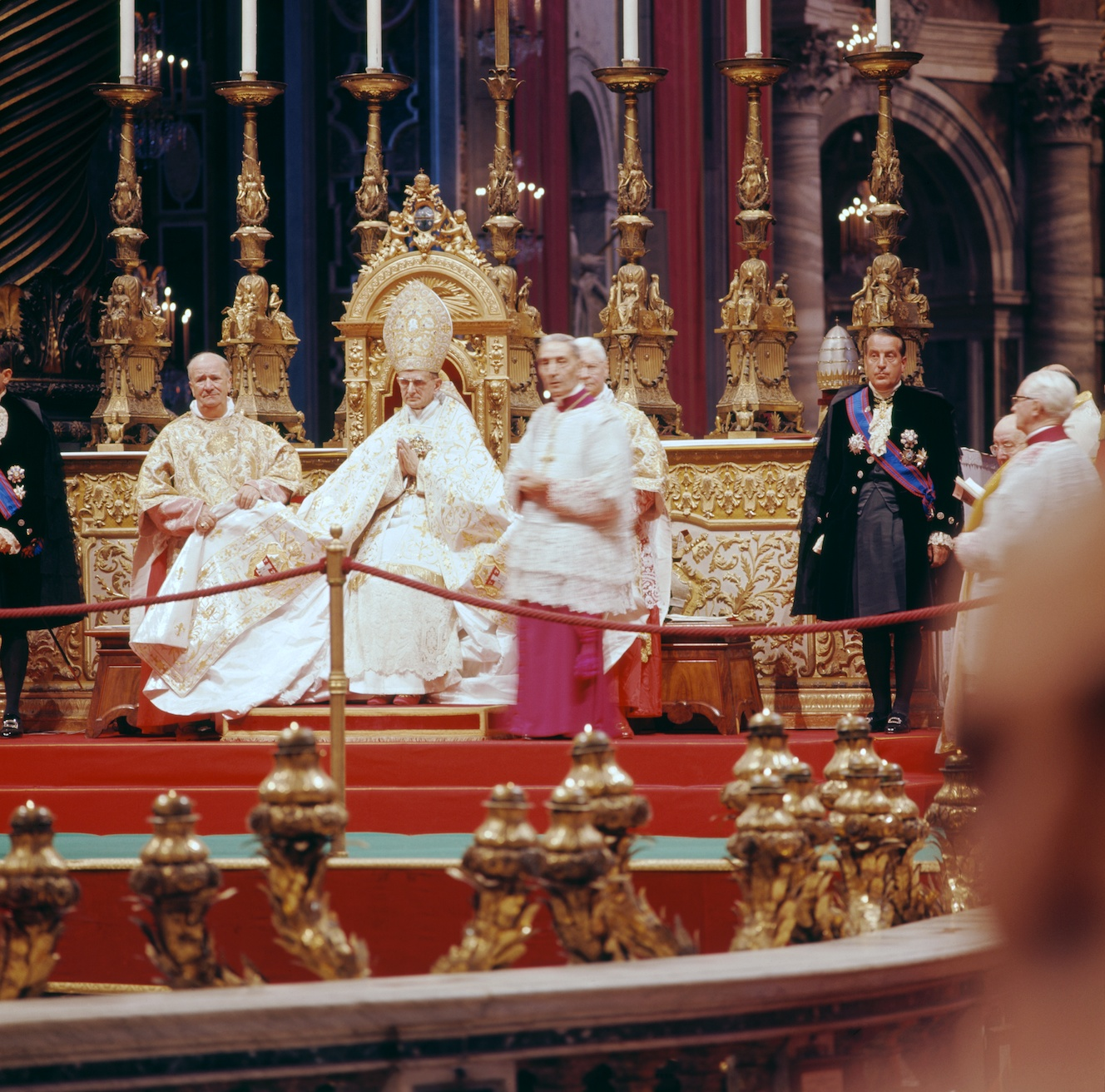
Giáo hoàng Phaolô VI chủ trì các người tham dự vào Công đồng, hai bên có Hồng y Alfredo Ottaviani (bên trái), Hồng y Camerlengo Benedetto Aloisi Masella và Monsignor Enrico Dante (Hồng y tương lai), Tư nghi Giáo hoàng (bên phải), và hai thân sĩ Giáo hoàng.

### Kỳ họp thứ ba: năm 1964
Các bản nháp tiếp tục được sửa đổi dựa trên ý kiến của các Nghị phụ. Một số bản thảo được giản tỉnh để cho được duyệt trong kỳ họp thứ ba. Việc thi hành các sắc lệnh giao phó cho các uỷ ban sau công đồng.
Cuối kỳ họp thứ hai Hồng y Leo Joseph Suenens từ Bỉ chê Công đồng vắng phụ nữ. Tháng 9 năm 1964 15 phụ nữ được bổ nhiệm làm viên dự thính, sau cùng Vatican II có tổng cộng 23 viên dự thính nữ, 10 người theo đạo. Tuy không có chức vụ chính thức trong các cuộc thảo luận, nhưng vẫn đến họp tiểu ban về các văn kiện của Công đồng, đặc biệt là các văn bản liên hệ tới giáo dân. Hàng tuần gặp nhau để đọc các văn kiện dự thảo và phát biểu ý kiến.
Kỳ họp thứ ba mở vào ngày 14 tháng 9 năm 1964. Rất nhiều đề xuất được giải quyết. Ba văn kiện Tái lập sự hợp nhất (Unitatis redintegratio), các Giáo hội Đông Phương (Orientalium Ecclesiarum), và Ánh sáng muôn dân (Lumen gentium) được ban hành.
Bản nháp về đời sống và chức vụ của các linh mục cùng hoạt động truyền giáo của Giáo hội bị gửi về cho uỷ ban viết lại hoàn chỉnh. Những bản nháp còn lại tiếp tục được sửa, đặc biệt là văn kiện về vị trí của Giáo hội trong thế giới hiện nay và về tự do tôn giáo. Một vài sửa đổi về bản nháp tự do tôn giáo gây tranh cãi. Tuy văn kiện không được đem ra biểu quyết trong kỳ họp thứ ba, song Giáo hoàng Phaolô hứa kỳ họp tiếp theo sẽ xem xét bản nháp này đầu tiên.
Ngày 21 tháng 11 năm 1964 Giáo hoàng Phaolô đóng kỳ họp thứ ba. Ông công bố thay đổi việc nhịn ăn Thánh Thể và chính thức xác nhận lại Đức Maria là "Mẹ của Giáo hội". Dù một số người đòi thêm các tín điều về Đức Maria, Phaolô VI xin họ đợi Công đồng hướng dẫn.:12

### Kỳ họp thứ tư: năm 1965

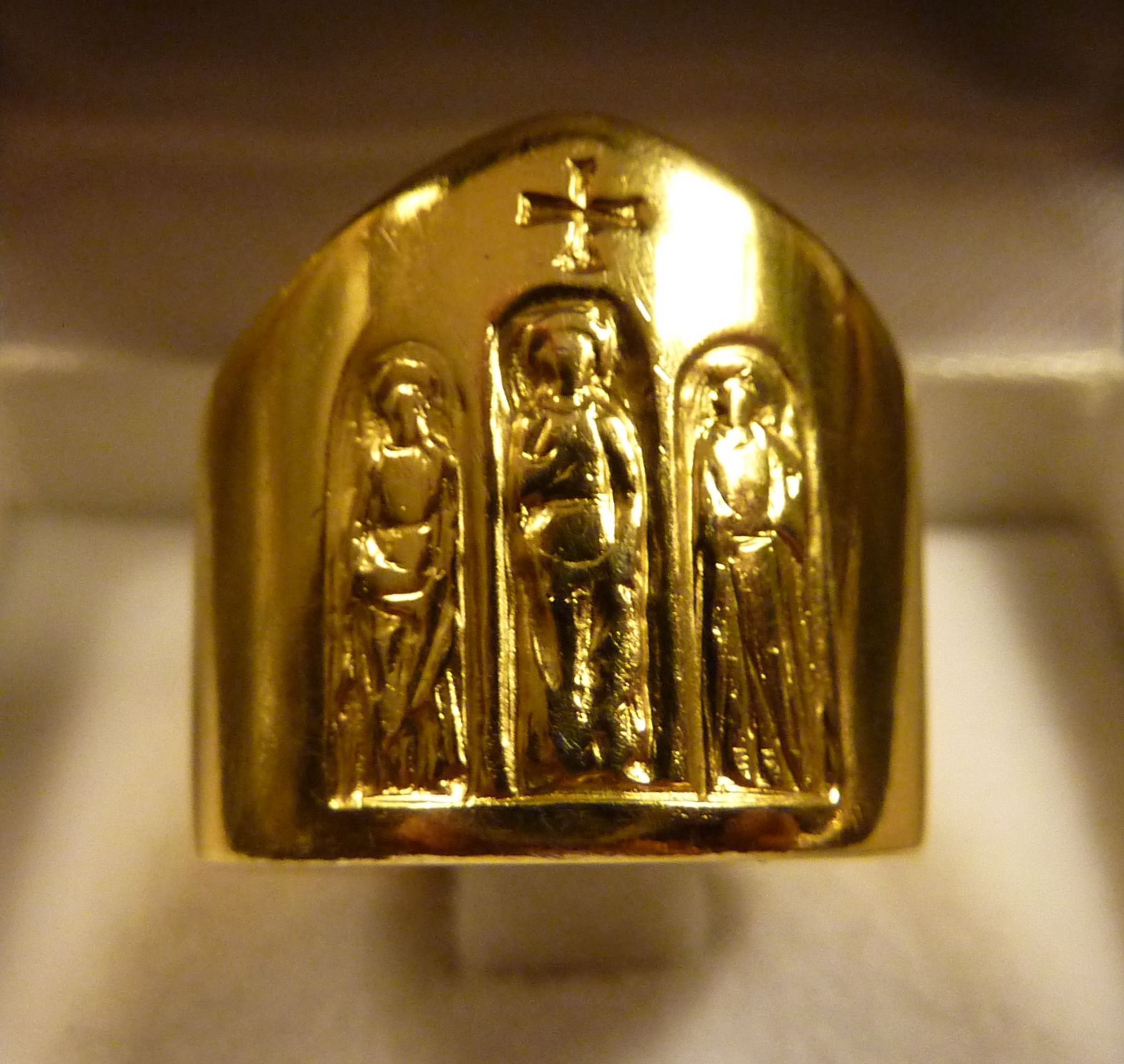
"Nhẫn Công đồng" tặng các hồng y tham dự

Phaolô VI và hầu hết các giám mục đều muốn kỳ họp thứ tư là kỳ cuối cùng. Hồng y Ritter nhận xét, công việc bị đình trệ do một tiểu số ít trong Giáo triều siêng "giao tiếp" với giáo hoàng hơn số đông tiến thủ.:3 Trước kỳ họp thứ tư 11 bản nháp vẫn chưa soạn xong.:238-50 Bản nháp 13 về Giáo hội trong thế giới hiện nay được giáo dân giúp sửa đổi.
Ngày 14 tháng 9 năm 1965 Giáo hoàng Phaolô VI mở đầu kỳ họp cuối cùng. Ngày hôm sau ban hành tự sắc thành lập Thượng Hội nghị Giám mục để duy trì sự hợp tác chặt chẽ giữa các giám mục và Giáo hoàng sau Công đồng.
Kỳ họp thứ tư trước tiên xem xét văn kiện Phẩm giá con người (Dignitatis humanae), ngày 21 tháng 9 thông qua theo 1.997 phiếu thuận với 224 phiếu chống,:47-49 gây tranh cãi nhiều hơn những văn kiện công đồng khác. Tiếp theo các Nghị phụ duyệt ba văn kiện Vui mừng và Hy vọng (Gaudium et spes), Đến với muôn dân (Ad gentes), và Chức vụ Linh mục (Presbyterorum ordinis).:238-50
Công đồng cũng thông qua những văn kiện khác được xem xét trong các kỳ họp trước, bao gồm Lời Thiên Chúa (Dei verbum) và Chúa Kitô (Christus Dominus), Đức ái hoàn hảo (Perfectae caritatis), Sắc lệnh về Đào tạo Linh mục (Optatam totius), Vai trò rất quan trọng của giáo dục (Gravissimum educationationis), và Hoạt động tông đồ (Apostolicam actuositatem).:238-50
Văn kiện Thời đại chúng ta (Nostra aetate) gây tranh cãi vì định rằng một vài người Do Thái thời Chúa Kitô và tất cả mọi người Do Thái thời nay không chịu trách nhiệm giết Chúa Kitô.
Mặc dầu chính quyền Do Thái và thuộc hạ đã đưa đến cái chết của Chúa Kitô, nhưng không thể quy trách một cách hàm hồ những tội ác đã phạm trong khi Người bị khổ nạn cho hết mọi người Do Thái thời đó, cũng như cho người Do Thái thời nay. Dù Giáo Hội là dân mới của Chúa, nhưng việc Chúa phế thải và nguyền rủa người Do Thái không thể coi như là kết luận của Thánh Kinh.... nhớ mình có di sản chung với người Do Thái, cũng như được thúc đẩy bởi đức ái đạo hạnh của Phúc Âm chứ không phải vì lý do chính trị, nên Giáo Hội rất lấy làm đau lòng vì sự ghen ghét, đàn áp, những hành động của chủ nghĩa bài Do Thái trong bất cứ thời nào và do bất cứ ai đối với người Do Thái.

Sau Công đồng thì bắt đầu nhấn mạnh cải thiện quan hệ giữa Do Thái giáo và Công giáo.
Một sự kiện quan trọng trong những ngày cuối cùng của Công đồng là việc Giáo hoàng Phaolô cùng Thượng phụ Chính Thống giáo Athenagoras bày tỏ hối tiếc về nhiều hành động trong quá khứ dẫn đến Đại ly giáo giữa giáo hội phương tây và phương đông.:236-7
Ngày 8 tháng 12 Công đồng chính thức hạ màn. Các giám mục tuyên bố tuân theo các sắc lệnh của Công đồng. Để giúp thi hành lệnh của Công đồng, Giáo hoàng Phaolô:
- thành lập trước đó Ủy ban Giáo hoàng về Phương tiện Truyền thông Xã hội để trợ giúp các giám mục trong việc dùng các phương tiện này cho mục đích mục vụ;
- tuyên bố năm Thánh từ ngày 1 tháng 1 đến ngày 26 tháng 5 năm 1966 (sau đó kéo dài đến ngày 8 tháng 12 năm 1966) để kêu gọi tín hữu Công giáo học tập chấp nhận các quyết định của Công đồng và áp dụng chúng trong việc đổi mới tâm linh;
- đổi tên Thánh bộ thành Bộ Giáo lý Đức tin vào năm 1965, cùng tên và quyền hạn của những bộ khác thuộc giáo triều Rôma;
- làm thường trực ban thư ký Thúc đẩy Hợp nhất Kitô giáo, ban thư ký ngoại đạo, và ban thư ký người không tin.[51]

## Văn kiện

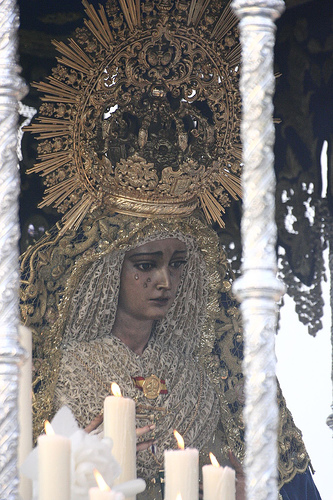
Việc bỏ Thứ sáu nỗi buồn của Đức trinh nữ Maria là tỷ dụ sửa lại năm phụng vụ sau Công đồng.Trinh nữ Hy vọng Macarena, Tây Ban Nha.

Công đồng Vatican lần thứ hai ra bốn hiến chế và 12 văn kiện khác.

### Hiến chế

#### Hiến chế về Phụng vụ thánh
Thánh Công đồng Chung (Sacrosanctum Concilium) là văn kiện đầu tiên được Công đồng thông qua, về phụng vụ của giáo hội. Giáo hoàng Biển Đức XVI giải thích rằng một ý tưởng cơ bản của Công đồng là "đặt sự thần bí của Phục sinh làm trung tâm của thân phận Kitô hữu, đời sống Kitô hữu, năm Kitô giáo, mùa Kitô giáo, tỏ ra trong lễ Phục sinh và Chúa nhật, luôn luôn là ngày Phục sinh." Vì thế phụng vụ, đặc biệt là Bí tích Thánh Thể, "vừa là đỉnh cao Giáo hội nhắm tới, vừa là nguồn gốc tất cả quyền lực của Giáo hội."
Việc sửa lại phụng vụ lập tức ảnh hưởng đời sống của tín hữu Công giáo. Lý do chính là Công đồng muốn giáo dân tích cực dự vào phụng vụ, tức "thấy được rõ ràng những gì họ đang làm, hăng hái tham gia nghi thức, và lên cao về mặt tinh thần". Từ giữa thập kỷ 60 Thánh lễ được phép cử hành trong tiếng bản địa để cho giáo dân dễ hiểu. Thánh lễ đọc nhiều câu Kinh Thánh hơn. Bản Kinh Thánh văn Latin hiệu đính của Thánh lễ vẫn là bản chính thức để dịch sang những ngôn ngữ khác. Lời kêu gọi giáo dân than gia tích cực hơn vào các hoạt động của Hội thánh không chỉ dừng lại ở sắc lệnh phụng vụ, mà còn được những văn kiện sau này của Công đồng làm rõ thêm;. Tuy nhiên, Hiến chế Phụng vụ thánh không nhằm xoá bỏ truyền thống Phụng vụ như những người Truyền thống nhầm tưởng. Không có sắc lệnh nào cấm việc cử hành Thánh Lễ quay lên, và tiếng Latinh vẫn được Công đồng ra lệnh duy trì trong Phụng vụ. 

#### Hiến chế Tín lý về Giáo hội
Ánh sáng muôn dân (Lumen gentium) chỉ dẫn cho những văn kiện về sau về đại kết, ngoại đạo, tự do tôn giáo, và chỗ đứng của Giáo hội trong thế giới. Sắc lệnh ra kết luận gây tranh cãi là mặc dù "những cộng đồng tín hữu khác còn khiếm khuyết về mặt tổ chức," song trong một số trường hợp có thể "là phương tiện ban ơn tốt hơn." Giám mục Bỉ Emil de Smedt chê mô hình tổ chức đang có của giáo hội gây nên sự tập giáo quyền, sự cứng nhắc, và sự kiêu ngạo, so với mô hình nhấn mạnh ‘dân Chúa’ được Ánh sáng muôn dân khen ngợi. Theo Giáo hoàng Phaolô VI "mục đích đặc trưng và cơ bản nhất của các giáo huấn của Công đồng" là lời kêu gọi nên thánh toàn cầu, Giáo hoàng Gioan Phaolô II gọi là "khía cạnh vốn có và thiết yếu của lời dạy [của các Nghị Phụ] về Giáo hội", là nơi "mọi Kitô hữu bất kể cấp bậc địa vị đều được kêu gọi đến sự sung mãn của đời sống Kitô hữu và sự hoàn hảo của lòng bác ái" (Lumen gentium, 40). Trong tông thư Evangelii Gaudium (17) Giáo hoàng Phanxicô nói sẽ lấy Ánh sáng muôn dân làm cơ sở thảo luận toàn thể Dân Chúa truyền đạo, tiếp cận truyền giáo, việc hoà nhập người nghèo vào xã hội, và hoà bình với đối thoại trong xã hội. Giáo hoàng Phanxicô cũng bắt đầu lãnh đạo một cách tập thể hơn theo lời gọi của Công đồng, thông qua các hội động giám mục và một hội đồng cố vấn toàn cầu gồm tám hồng y.

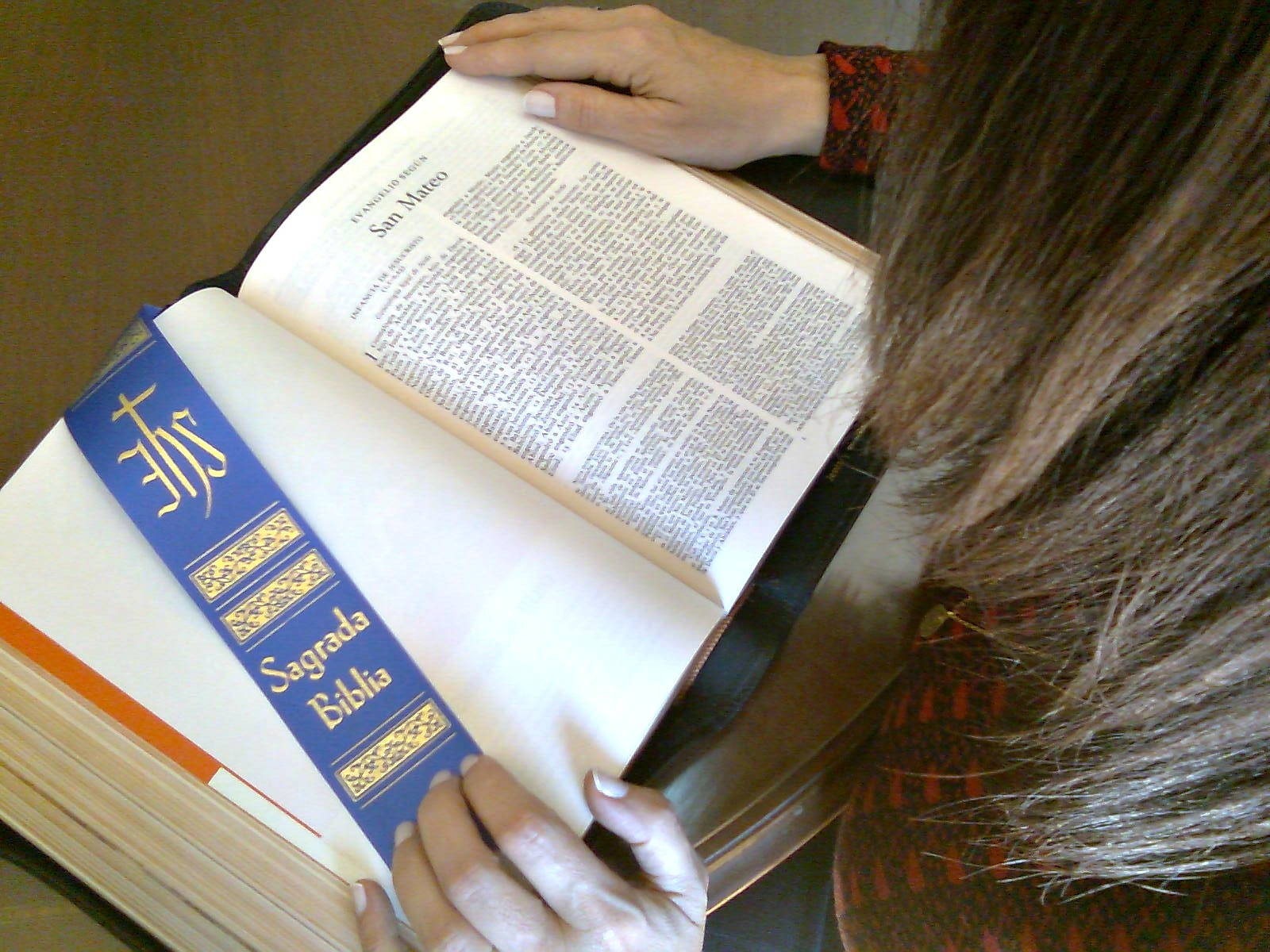
Công đồng Vatican lần thứ hai khuyến khích đọc Kinh Thánh thay vì chỉ dựa vào sách vở cầu nguyện, sách nhỏ và đời sống của các Thánh, khác với Công đồng Trent và Công đồng Vatican lần thứ nhất.

#### Hiến chế Tín lý về Mặc khải của Thiên Chúa
Lời Thiên Chúa (Dei Verbum) trỏ ra nguyên lý hữu hiệu trong các văn kiện khác của Công đồng là "Việc nghiền ngẫm thánh kinh, có thể nói là linh hồn của thần học thiêng liêng". Có nhận xét rằng Lời Thiên Chúa là văn kiện phá lệ nhất của Công đồng vì đặt Kinh Thánh về làm nền tảng của đời sống Kitô hữu và lời dạy Kitô giáo, hiển nhiên trong những tài liệu khác. Nguyên là mặc dù việc nghiên cứu Kinh Thánh được tán thành một cách dè dặt vào thời Giáo hoàng Piô XII, những học giả bị nghi thiên về tư tưởng đời mới vẫn bị khoá mồm. Lại có những người nghĩ rằng Công đồng Vaticanô II chấm dứt cuộc Phản Cải chính và hạ bệ chủ nghĩa bảo thủ trong Giáo hội và nêu dẫn chứng cho lập luận của họ như: sắc lệnh phụng vụ của Công đồng kêu gọi dùng các văn bản phụng vụ nay bằng tiếng bản ngữ một cách rộng rãi hơn, cùng với rao giảng Kinh Thánh một cách sáng suốt hơn về "mối tình giữa Thiên Chúa và loài người".
Những nhận xét như vậy là cố tình xuyên tạc theo hướng cấp tiến và phủ nhận thành quả bảo vệ Đức tin ngàn năm của Giáo hội. Xin nhắc lại là Công đồng Vaticanô II vẫn ra lệnh duy trì tiếng Latinh trong Phụng vụ ở điều 36 của Hiến chế Phụng vụ thánh, và chỉ cho phép tiếng địa phương trong trường hợp được chuẩn nhận. Một điểm khác là Giáo lý của Giáo hội ngày nay vẫn khẳng định: “Cả Thánh Kinh và Thánh Truyền làm nên một nền tảng Đức tin duy nhất.” Đây là chân lý ngàn đời không thay đổi của Giáo hội, không bao giờ Giáo hội phủ nhận Thánh Truyền để chỉ đặt Thánh Kinh làm nền tảng chân lý Đức tin như phái Kháng cách tin nhận.

#### Hiến chế Mục vụ về Giáo hội trong thế giới ngày nay
Vui mừng và Hy vọng (Gaudium et spes) phát triển cách nhìn Giáo hội là "dân hành hương của Chúa" và là "sự hiệp thông" của Ánh sáng muôn dân, dựa trên lịch sử dạy bảo của Giáo hội và "các dấu chỉ thời đại". Văn kiện phản ánh lời giáo huấn rằng mọi tín hữu được rửa tội có cùng nhiệm vụ Chúa Kitô giao cho Giáo hội: truyền đạo khắp thế giới một cách thức thời trong lúc hợp tác cùng Chúa Thánh Thần. Cũng thách thức những người không cho đàm phán những vấn đề như ham muốn tình dục, bất cứ ai vào thời Giáo hoàng Phanxicô đều thấy rõ.

### Những văn kiện khác
Bản tuyên bố mở màn – Hãy vui lên, hỡi Mẹ Giáo hội (Gaudet Mater Ecclesia) là bản tuyên bố mở màn của Công đồng Vatican lần thứ hai, Giáo hoàng Gioan XXIII đọc vào ngày 11 tháng 10 năm 1962 trước các giám mục cùng các đại biểu của 86 nước và tổ chức quốc tế. Ông chỉ trích những "tiên tri dự báo thảm họa" cho giáo hội hay thế giới. Ông thừa nhận chỗ tốt của việc phân ly chính giáo, song cũng biết thách thức hoà nhập đức tin vào đời sống công cộng. Giáo hội "đáp ứng các nhu cầu ngày nay bằng cách giải thích tính hợp lệ của giáo lý của mình một cách đầy đủ thay vì lên án", bằng cách sửa đổi lại giáo lý cổ xưa cho có hiệu lực mục vụ. Giáo hội cũng "cảm động trước lòng thương xót và sự tốt lành với những đứa con bị ly tán của bà." Trước khi lên ngôi giáo hoàng Gioan XXIII chứng minh tài ngoại giao của ông ở Pháp.
Sắc lệnh về các Phương tiện Truyền thông Xã hội – Giữa những sự kỳ diệu (Inter mirifica) ban hành ngày 4 tháng 12 năm 1963 thảo luận tính quan trọng của phương tiện truyền thông với sự tiến bộ của loài người và những đóng góp tín hữu Công giáo có thể làm.
Sắc lệnh về Hợp nhất – Tái lập sự hợp nhất (Unitatis redintegratio) ban hành ngày 21 tháng 11 năm 1964 định rằng mọi phe đều có lỗi trong tranh chấp gây nên ly giáo và tìm cách đối thoại hợp nhất "những anh em đã chia lìa".
Sắc lệnh về các Giáo hội Công giáo Đông phương – các Giáo hội Đông Phương (Orientalium Ecclesiarum) ban hành ngày 21 tháng 11 năm 1964 khen ngợi sự nghiệp phụng vụ và thần học của các giáo hội Đông phương, tuy ở xa nhưng vẫn hiệp thông với Rôma.
Sắc lệnh về Hoạt động Truyền giáo của Giáo hội – Đến với muôn dân (Ad gentes) ban hành ngày 7 tháng 12 năm 1965 nhấn mạnh tầm quan trọng của việc truyền giáo bên ngoài Giáo hội, nhất là qua việc hình thành các cộng đoàn ở giáo hội địa phương.
Sắc lệnh về Tông đồ Giáo dân – Hoạt động tông đồ (Apostolicam actuositatem) ban hành ngày 18 tháng 11 năm 1965 khuyến khích giáo dân sống đạo và loan truyền Phúc Âm trong gia đình, nơi sở làm, và hoạt động xã hội.
Sắc lệnh về nhiệm vụ Giám mục – Chúa Kitô (Christus Dominus) ban hành ngày 28 tháng 10 năm 1965 xác định thẩm quyền và nhiệm vụ của các giám mục trong giáo phận, trong cuộc họp cấp miền, và trong giáo hội nói chung.

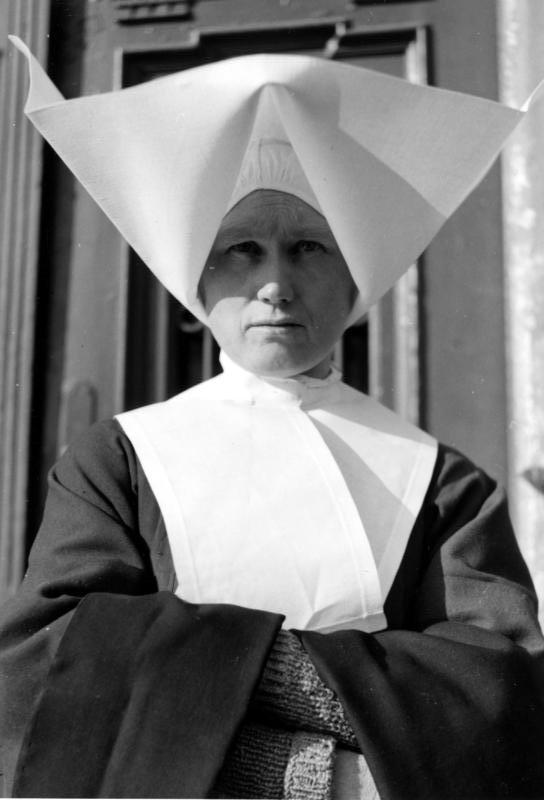
Tập quán trước Vatican II

Tuyên ngôn về Tự do Tôn giáo – Phẩm giá con người (Dignitatis humanae) ban hành ngày 7 tháng 12 năm 1965 định phẩm giá căn bản của con người đòi hỏi quyền tự do về vấn đề tôn giáo. Mọi người phải được tự do thờ phượng theo lương tâm.
Tuyên ngôn về liên lạc của Giáo hội với các tôn giáo ngoài Kitô giáo – Thời đại chúng ta (Nostra aetate) ban hành ngày 28 tháng 10 năm 1965 kêu gọi cởi mở và cộng tác với các tôn giáo lớn trên thế giới.
Sắc lệnh về việc canh tân thích nghi đời sống dòng tu – Đức ái hoàn hảo (Perfectae caritatis) ban hành ngày 28 tháng 10 năm 1965 kêu gọi canh tân cơ cấu tổ chức và quy luật, nhưng coi yếu tố then chốt để canh tân là thể hiện các lời khấn khó nghèo, khiết tịnh và vâng phục.
Sắc lệnh về Chức vụ và Đời sống Linh mục – Chức vụ Linh mục (Presbyterorum ordinis) ban hành ngày 7 tháng 12 năm 1965 làm sáng tỏ nhiệm vụ của linh mục và sự tương giao giữa linh mục với giám mục và giáo dân.
Sắc lệnh về Đào tạo Linh mục – Sắc lệnh về Đào tạo Linh mục (Optatam totius) ban hành ngày 28 tháng 10 năm 1965 kêu gọi huấn luyện các linh mục một cách nghiêm chỉnh, kể cả việc chú trọng đến các tiêu chuẩn cao trong việc học, đời sống tâm linh và huấn luyện mục vụ.
Tuyên ngôn về Giáo dục Kitô giáo – Vai trò rất quan trọng của giáo dục (Gravissimum educationationis) ban hành ngày 28 tháng 10 năm 1965 xác nhận sự quan trọng của việc giáo dục Kitô hữu ở nhà, ở trường, và ở nhà thờ và kêu gọi cập nhật phương pháp giáo dục cho phù hợp các ngành khoa học xã hội.
Bản tuyên bố hạ màn – Một tháng sau khi Công đồng đóng Giáo hoàng Phao-lô VI viết bức thư Udienze Generale nói rõ cách hiểu Công đồng.

## Phản đối

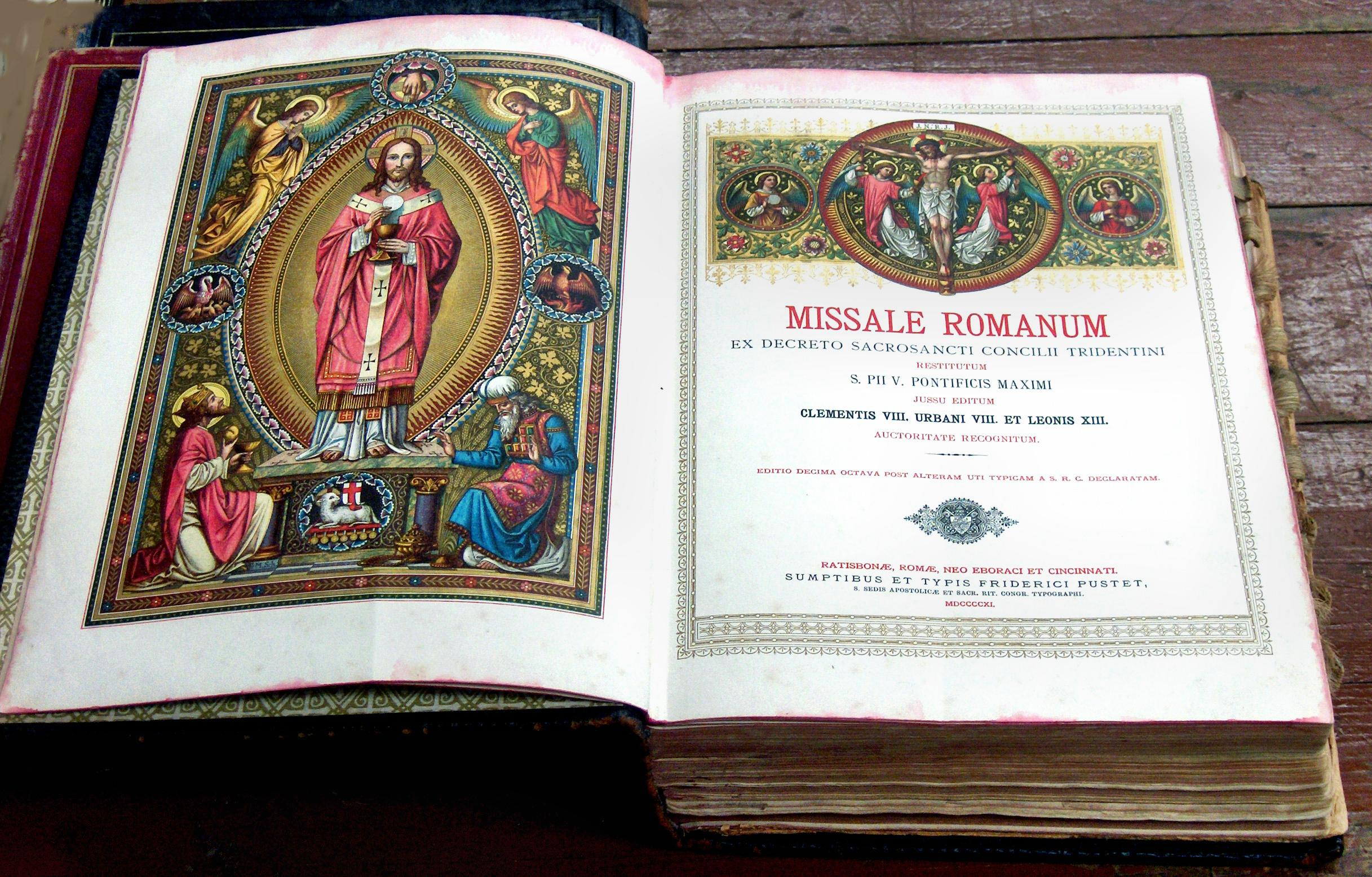
Sách lễ Rôma bản minh hoạ năm 1911, tái bản theo bản in năm 1884

Có hai phái không nhận Công đồng Vatican lần thứ hai:
- Phái Truyền thống lên án các cải cách từ Công đồng gây nên hậu quả có hại, hành vi tà giáo và sự thờ ơ với các phong tục, tín ngưỡng, và tập quán ngoan đạo của Giáo hội trước năm 1962. Ngoài ra trỏ ra là Công đồng mâu thuẫn với các tuyên bố giáo hoàng trước Công đồng về đức tin, luân lý, và giáo lý.[72] Hơn nữa còn luận rằng Công đồng vừa làm suy yếu địa vị tối cao của Giáo hội Công giáo so với những giáo hội khác, vừa làm nhụt tinh thần ngoan đạo lâu đời của giáo hội. Hầu hết các tín hữu thuộc phái Truyền thống chỉ tuân theo Bộ Giáo luật năm 1917[c] vì các văn kiện của Công đồng không có tính giáo điều, nên theo họ không thể ràng buộc những tín hữu Công giáo trung kiên, nhất là khi dẫn tới thi hành lỏng lẻo các giáo lý lâu đời được các cựu Giáo hoàng phê chuẩn ủng hộ trước năm 1962.
- Phái Tọa khuyết (Sedevacantism) đến nỗi khẳng định, sau khi cắt đứt truyền thống và tán thành tà đạo thì các giáo hoàng hiện tại và về sau không có quyền nắm giữ ngôi báu. Ngôi vẫn trống đến khi một giáo hoàng khác bác bỏ Vatican II và khôi phục truyền thống trước năm 1962.

Bộ Giáo luật năm 1983 quy định tín hữu Công giáo không được coi thường giáo huấn của công đồng đại kết mặc dù không có tính chung quyết và cũng định rằng chỉ Giáo hoàng tại chức có quyền đánh giá tư cách để được hiệp thông cùng Giáo hội.
Khi Đức Giáo Hoàng và Giám Mục đoàn dùng quyền giáo huấn chính thức để tuyên bố một đạo lý về đức Tin hay phong hóa, mặc dầu các ngài không có ý công bố một cách chung quyết, thì các tín hữu không buộc đón nhận với đức Tin; tuy vậy, họ hãy suy phục về lý trí và ý chí theo tinh thần đạo giáo. Do đó, họ phải tránh những gì không phù hợp với đạo lý ấy.

## Hình ảnh

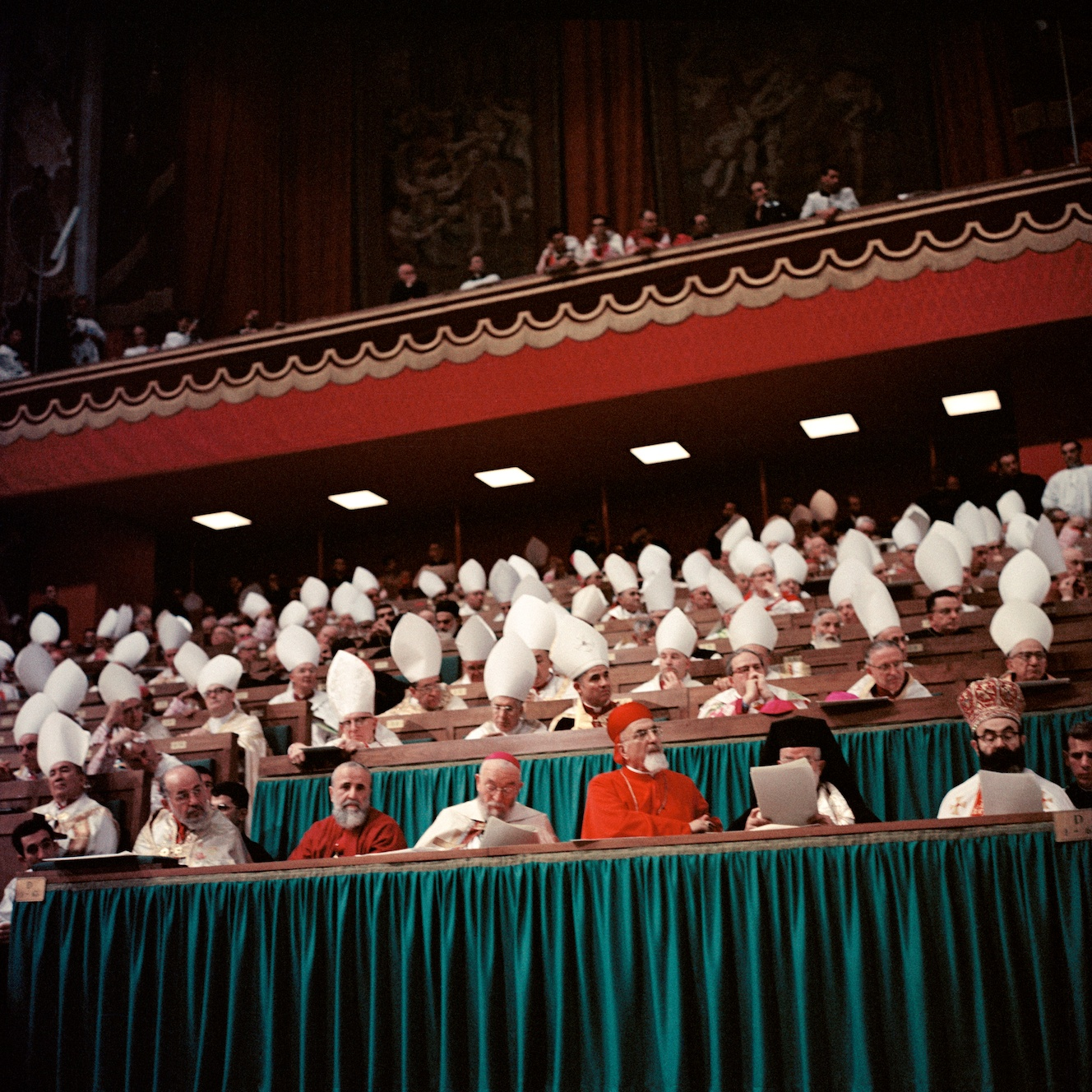
Công đồng Vatican lần thứ hai
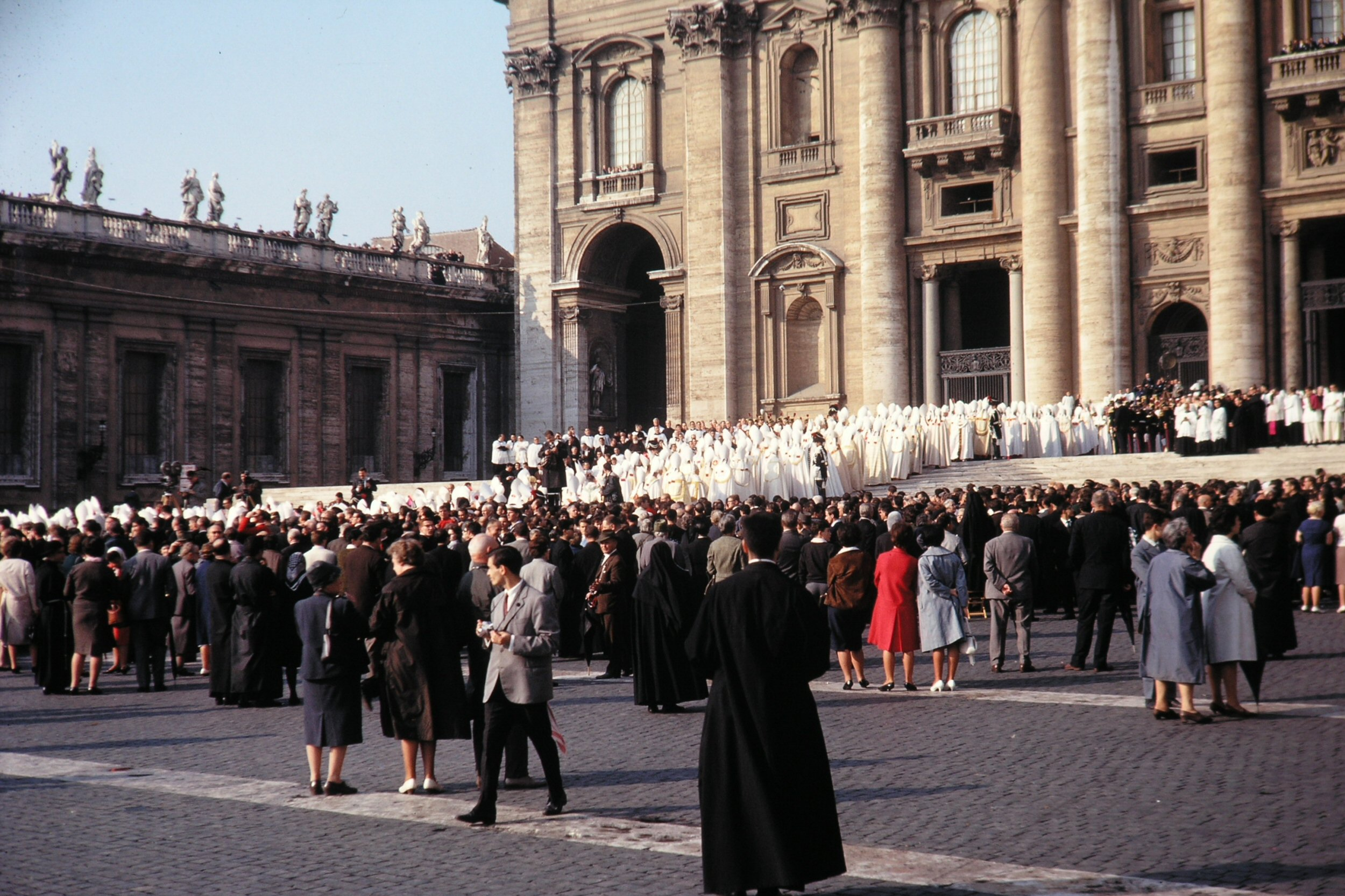
Kỳ họp thứ hai của Vatican II khai mạc
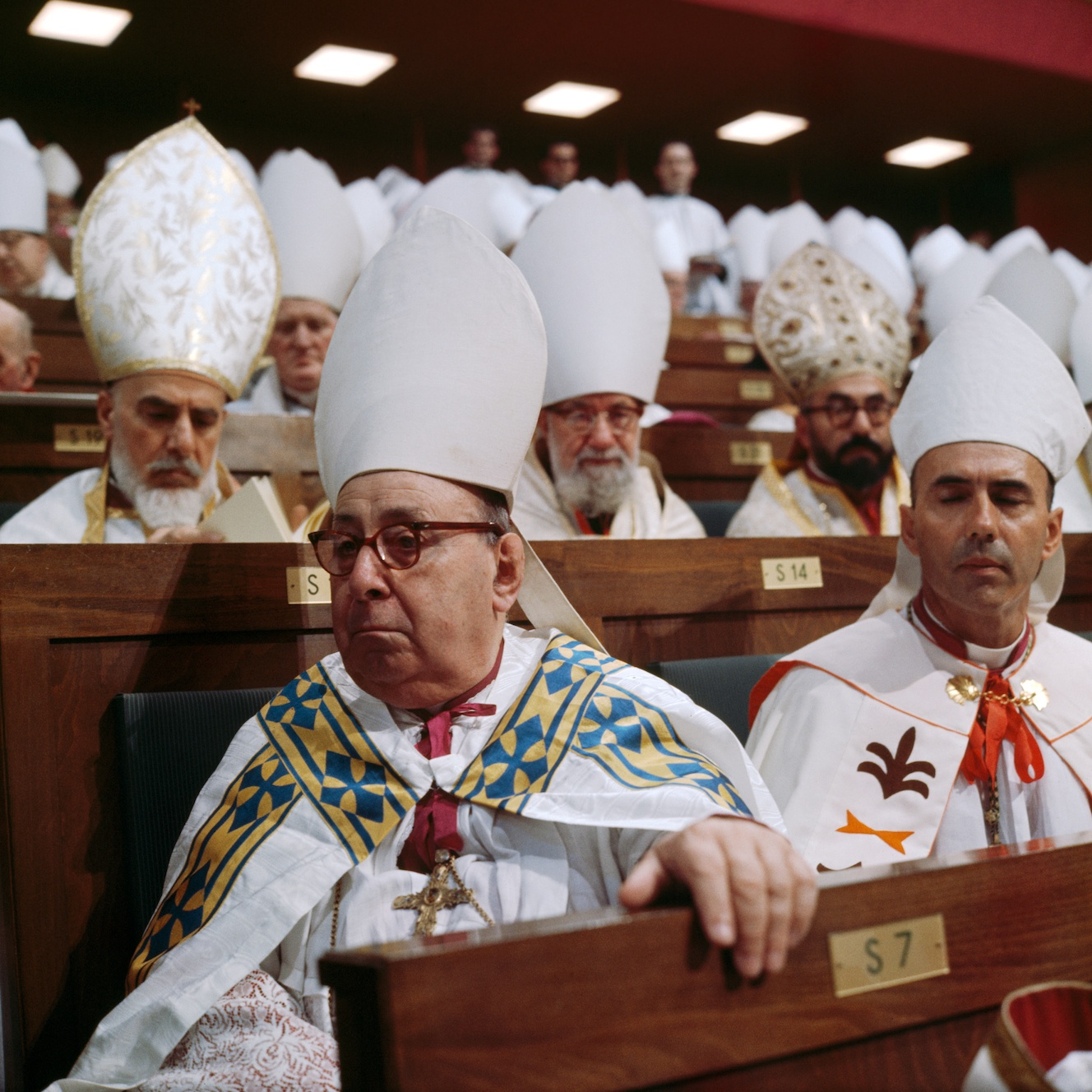
Giám mục ở Công đồng Vatican lần thứ hai
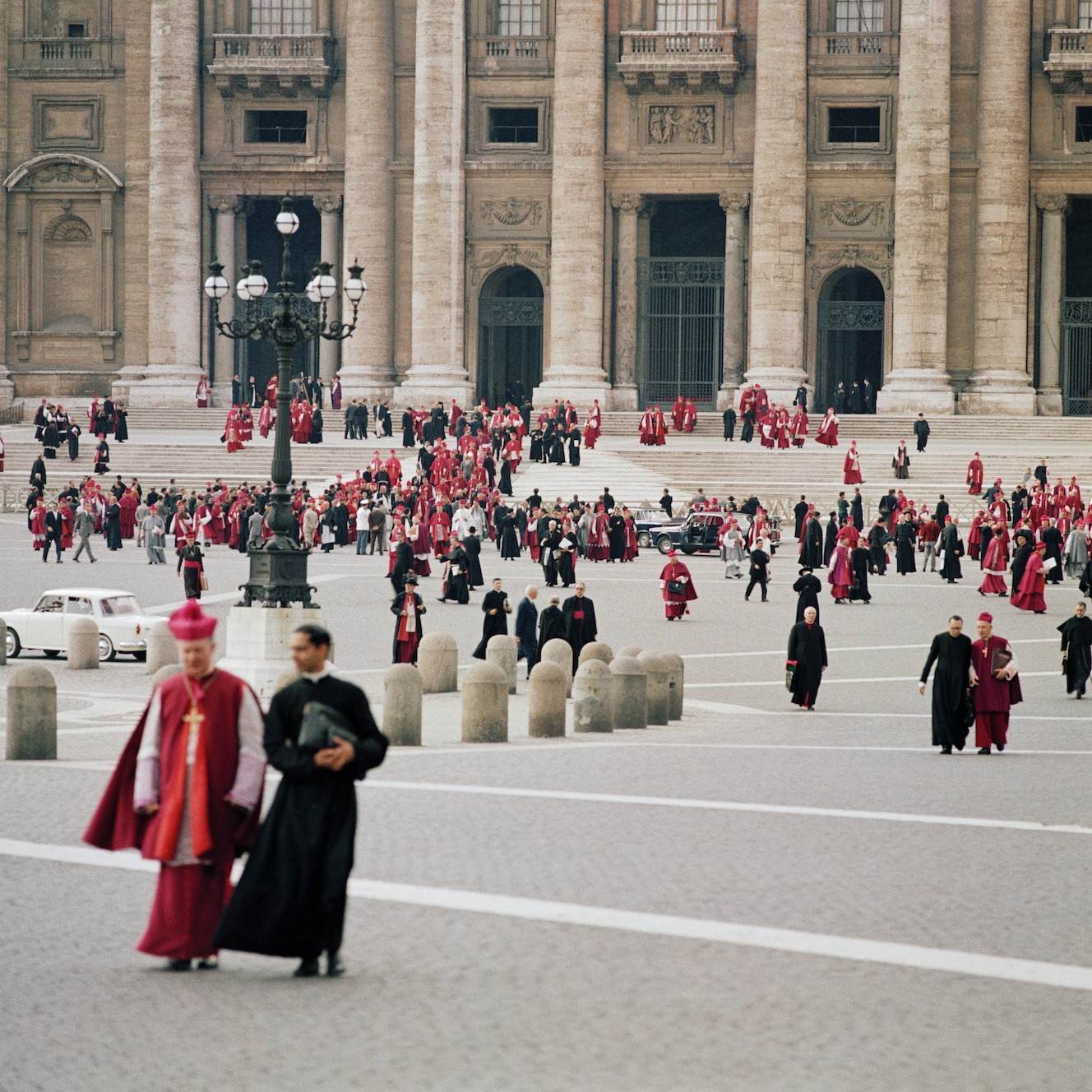
Nghị phụ cùng thư ký rời Vương cung thánh đường Thánh Phêrô